# エネルギーヴァンパイア
エネルギーヴァンパイアもしくはエナジーバンパイアとは、スピリチュアリティで使用される言葉で、他者から気力を奪う人間のことを示す。心理学の専門用語ではない。会うことで吸血鬼のように自身の気力を吸い取られるように感じることから、この名称が用いられる。具体的な被害として、占い師のゲッターズ飯田は他者の負の感情のはけ口にされ、自身の時間を浪費することを挙げている。